# Xã Larimer, Quận Somerset, Pennsylvania
Xã Larimer (tiếng Anh: Larimer Township) là một xã thuộc quận Somerset, tiểu bang Pennsylvania, Hoa Kỳ. Năm 2010, dân số của xã này là 595 người.